# نیروی هوایی هشتم
نیروی هوایی هشتم (انگلیسی: Eighth Air Force) یک نیروی هوایی شماره گذاری شده (NAF) از نیروی هوایی ایالات متحده آمریکا (AFGSC) است که مقر آن در پایگاه نیروی هوایی بارکسدال، لوئیزیانا قرار دارد.